# Lungga
Le lungga (ou luga ou luqa) est une des langues de Nouvelle-Irlande, parlée par 2 770 locuteurs, dans la Province occidentale, dans le sud de Ranongga. Dialectes semblables au duke, ghanongga et au simbo mais suffisamment distincts.